# 雷神不動北山櫻
雷神不動北山櫻（なるかみふどうきたやまざくら）は五幕の時代物歌舞伎狂言。津打半十郎、安田蛙文、中田万助合作。初代市川團十郎以来の『鳴神』を四幕目、『不動』を五幕目として、三幕目の『小野春道館の場』（毛抜）他を加えて作られ、寛保2年 (1742) 1月、大坂 佐渡嶋座において二代目市川海老蔵の粂寺弾正･鳴神上人･不動明王で初演。1967年1月に戸部銀作脚本・演出で二世尾上松緑が粂寺弾正他を演じて国立劇場で通し狂言として復活上演した。最近では2021年7月に歌舞伎座で十一代目市川海老蔵が粂寺弾正他を演じて上演されている。